# Karakoçan
Karakoçan là một huyện thuộc tỉnh Elazığ, Thổ Nhĩ Kỳ. Huyện có diện tích 1083 km² và dân số thời điểm năm 2007 là 30020 người, mật độ 28 người/km².